# بسام فرج
بسام فرج (6 أغسطس 1943 - 20 مارس 2021) رسام كاريكاتير عراقي. ولد في بغداد في عائلة متوسطة الحال. دخل الصحافة في 1964، فبدأ مسيرته الفنية في الصحف العراقية، وعمل مع مجلات عديدة منهم «قنديل» و«المتفرج» و«ألف باء» و«مجلتي» و«المزمار»، فمارس فن ورسم الكاريكاتير محترفًا لا سيما في صحافة الأطفال. هاجر إلى المجر في 1977، فواصل تطوير مهنته الفنية فيها. توفي في بودابست إثر مضاعفات إصابته بفايروس كورونا.

## سيرته
ولد بسّام فرج يوم 6 أغسطس 1943 في مدينة بغداد بمحلة عقد النصارى لأب يعمل في شركة النفط، ونشأ بها في عائلة مسيحية. يعد من تلاميذ الفنان غازي عبد الله الخطاط. دخل الصحافة في عام 1964، فعمل في مجلة «قنديل» أولًا ثم «المتفرج» محترفًا، ثم مجلة «ألف باء» ومجلة «مجلتي» و«المزمار». انتسب إلى منظمة الحزب الشيوعي العراقي في شبابه. غادر العراق إلى هنعاريا/المجر في 1977. نال الدبلوم مع معهد الصحافة العالمي في بودابست فواصل مهنته الفنية فيها، وعمل في استوديوهات للرسوم المتحركة، كما أقام عدة معارض فيها ودول أوروبية أخرى. وبعد سقوط النظام في 2003، اتصل بثقافة الصحافة العراقية من جديد. وأقام معرضًا شخصيًّا لرسوماته الكاريكاتيرية في بغداد في يوليو 2017 بعد طول غياب عنها.

توفي بسام فرج عن عمر ناهز 78 عامًا إثر مضاعفات إصابته بفايروس كورونا في إحدى مستشفيات بودابست، هنغاريا، يوم 20 مارس 2021.

## أسلوبه
يعتبر من أكثر رسامي الكاريكاتير تأثيرا في تاريخ الصحافة العراقية في النصف الثاني من القرن العشرين. أصدر موسى الخميسي كتابه بعنوان «بسام فرج سيرة الاحتجاج» في 2018. وقال عنه «اتسمت رسومه بالتبسيط في الفكرة والخط، لموضوعات هي بالأساس غير مبسطة للحد الذي تنتزع هذه الرسوم لتعكس الأشياء والظواهر المحيطة بسهولة وكأنها جزء من موجودات التعامل اليومي في الحياة الاجتماعية والسياسية العراقية، أنها تعتمد اعتمادا كبيرا على نقل الوعي بشرارات ذكية تخرج من الصورة وتلامس ذهن المشاهد، من دون تعليمية، ومن دون مخادعة، وإنما في سعي، يحمل وعيا واضحا يلامس، وينحاز إلى محبة الشعب العامل ليصل إلى العمق ليجعله يطفح على سطح واقع أي مجتمع، غني أو فقير، ديمقراطي أو ديكتاتوري.»  صرّح عن نفسه بأنه «حاول إيصال فكرة بسيطة، وأن رسام الكاريكاتير يجب أن يعبّر عن طموحات الناس في بلادنا، مبيناً أن معاناة اليوم أصبحت مضاعفة.» 

ساهم مع مؤيد نعمة في رسم وتصميم الفيلم الكارتوني «لعبة كرة القدم الأمريكية» وهو من إنتاج مؤسسة السينما والمسرح، حيث حاز على الجائزة التقديرية في مهرجان فلسطين الثاني. اشترك في المعرض العالمي للكاريكاتير من أجل السلام والحرية في موسكو، سنة 1973، وفي مهرجان السنتين للدعاية والهزل، بلغاريا، 1975.